# Alex Comfort
Alexander Comfort, più noto come Alex Comfort (10 febbraio 1920 – Oxford, 26 marzo 2000), è stato un medico e scrittore britannico.
È stato l'autore del saggio La gioia del sesso, per cui ottenne il soprannome "Mr Joy of Sex", che ebbe parte importante in quella è stata poi definita rivoluzione sessuale. È stato anche autore di numerosi libri spazianti sui più svariati argomenti.

## Educazione
Comfort frequentò l'Highgate School and Trinity College a Cambridge; studiò poi medicina all'Università di Cambridge e al London Hospital, meglio conosciuto come Royal London Hospital.